# Osteom
Osteome sind gutartige Knochentumore. Sie besitzen ein langsames Wachstum und bestehen aus einer lokalisierten Neubildung von Knochensubstanz. Am häufigsten entstehen sie im Bereich des Schädels, insbesondere in den Nasennebenhöhlen. 

## Klinik
Da sie meist keine Symptome verursachen, werden sie oftmals nur zufällig ab einer gewissen Größenzunahme des Knochens entdeckt. Nachgewiesen werden sie oft im Röntgenbild, wo sie sich schattengebend und scharf begrenzt darstellen. Mit ihrer elfenbeinartigen Farbe heben sie sich oft vom restlichen Knochengewebe ab. Unter dem Mikroskop zeigt sich ausgereiftes und vollständig mineralisiertes Knochengewebe mit in Lamellen angeordneter Schichtung.
Osteome können auf eine intestinale Polyposis (Gardner-Syndrom) hinweisen.

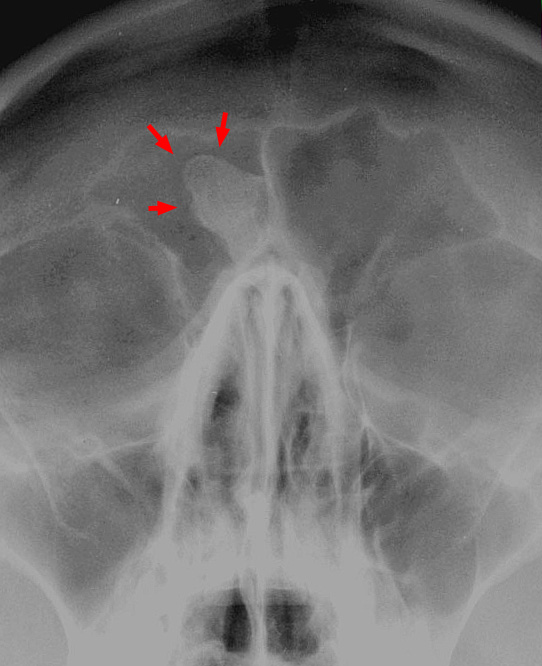
Osteom der Stirnhöhle im Röntgenbild
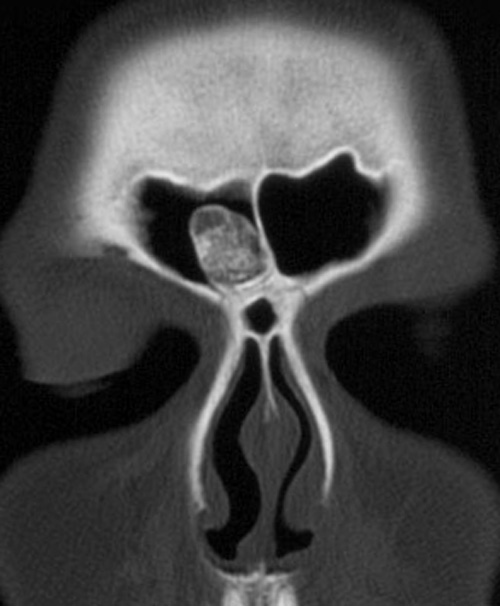
Osteom der Stirnhöhle in der Computertomographie